# C4MIP
C4MIP (abréviation de Coupled Climate Carbon Cycle Model Intercomparison Project, soit Projet de comparaison de modèles couplés du cycle du carbone ) est un projet conjoint entre le Programme international géosphère-biosphère (IGBP) et le Programme mondial de recherche sur le climat (WCRP). Il s'agit d'un projet d'intercomparaison de modèles sur le modèle de l' Atmospheric Model Intercomparison Project, mais pour des modèles climatiques mondiaux qui incluent un cycle interactif du carbone.